# Евгения Панчева
Евгения Спасова Начева-Панчева е българска литературна историчка, професор по английска литература (Средновековие и Ренесанс) в Софийския университет „Св. Климент Охридски“.

## Биография
Евгения Панчева завършва 114-а (Първа английска) гимназия в София, английска филология и редовна докторантура върху литературата на английския Ренесанс в Софийския университет. През декември 1986 г. печели конкурс за асистент по английска литература (Средновековие и Ренесанс) в СУ. Четири години по-късно защитава докторска дисертация на тема „Шекспировите защити на изкуството: Ренесанс, Маниеризъм, Барок“. Специализира ренесансова литература в Лондонския университет.
През 2000 г. защитава доцентура с хабилитационен труд на тема „Разбягване на подобията: опит върху ренесансовата култура“, излязъл следващата година и в книжна форма в издателството на Софийския университет. През 2012 г. става професор по английска литература. През 2016 г. защитава втори докторат на тема „Стазис и екстаз: археологии на ранномодерния „Аз“ и получава титлата доктор на филологическите науки. От 2011 г. до 2019 г. е ръководител на катедра „Англицистика и американистика“ на СУ „Св. Кл. Охридски“.
Автор на колективния учебник „Теория на литературата: От Платон до Постмодернизма“, написан в съавторство с Амелия Личева и Миряна Янакиева (2005). Тя е автор на 18 от общо 35-те му глави, посветени на Средновековието, Ренесанса, Т. С. Елиът и И. А. Ричардс, американската Нова критика, структурализма, Ролан Барт, интертекстуалността, психоаналитичното, архетипалисткото и митологичното, феноменологичното и екзистенциалисткото литературознание, херменевтиката, теорията на рецепцията, теорията на читателската реакция, лаканианската психоанализа, шизоанализата на Жил Дельоз, йейлските критици, Мишел Фуко, Новия историзъм и културния материализъм.
Евгения Панчева е един от популяризаторите в България на американската литературоведска школа Нов историцизъм, който според нея може да бъде видян като постмодерно и отвъдатлантическо продължение на 'културния материализъм' – концепцията, добила популярност във Великобритания след средата на ХХ в.
Дългогодишен преводач на класическа англоезична литература. Още през 1990-те превежда за първи път на български език поемите на Шекспир „Венера и Адонис“ и „Похищението на Лукреция“, поемата на Кристофър Марлоу „Херо и Леандър“, както и Едгар Алън По в изданието, включващо старите преводи на Георги Михайлов и новите нейни. От хабилитирането си насам е дала на българската читателска публика четири от драмите на Кристофър Марлоу – „Малтийският евреин“, „Тамерлан Велики“, част I и II, „Едуард II“ и „Дидона, картагенската царица“. През 2006 г. излиза изцяло в неин превод и солиден том „Поезия“ на Уилям Шекспир, включващ цялото недраматично творчество на бележития английски класик: сонетите, някои от които отпечатани през 2001 г., придружени от поемите „Венера и Адонис“, „Похищението на Лукреция“ „Фениксът и гълъбът“ и др.
Евгения Панчева превежда за първи път на български език английската ренесансова поетеса Емилия Ланиър, както и шедьовъра на Поуп „Похищението на къдрицата“. През 2017 г. представя за първи път на българската публика поезията на Джонатан Суифт. Превеждала е отделни произведения на Браунинг и Байрон. Сред превежданите от нея на английски български автори личат имената на Пенчо Славейков, Никола Вапцаров и Пеньо Пенев. През 2018 г. излиза и неин превод на Паисиевата „История славянобългарска“, издание на Зографската света обител.

## Награди
- Като поет е носител на трета награда от конкурса Славейкова награда (2010)[5] в Трявна за стихотворението „Колко прегазени кучета“[6][7].
- Носител на наградата „Георги Михайлов“ за най-добра дебютна преводна книга (1995) за Уилям Шекспир, „Венера и Адонис“. Кристофър Марлоу, „Херо и Леандър“ (Обсидиан, 1994).
- Носител на националната награда „Христо Г. Данов“ (2007) в раздел „Преводна художествена литература“ за „Поезия“ от Уилям Шекспир (УИ „Св. Климент Охридски“).
- Издателство Колибри е носител на наградата Бронзов лъв (2005) за три книги, между които „Теория на литературата. От Платон до постмодернизма“ на Евгения Панчева, Амелия Личева и Миряна Янакиева.[8]
- Носител на наградата на Съюза на преводачите в България (2013) за „Тамерлан Велики“ от Кристофър Марлоу (Колибри, 2011) и „Похищението на къдрицата“ от Алекзандър Поуп [9] (Изток-Запад, 2012).
- Носител на Специалната награда за изключително високи постижения в областта на превода на Съюза на преводачите в България (2017) за превода на „Дидона, картагенската царица“ и „Херо и Леандър“ на Кристофър Марлоу (Агата-А, 2017).
- Номинация за националната награда „Христо Г. Данов“ (2018) в раздел „Преводна художествена литература“ за превода на „Дидона, картагенската царица“ и „Херо и Леандър“ на Кристофър Марлоу (Агата-А, 2017).